# Madera (métro de Medellín)
Pour les articles homonymes, voir Madera.
Madera est une station du métro de Medellín sur la ligne A, à Bello en Colombie. 